# Ujelgi
Ujelgi régészeti lelőhelyét az Urál hegység keleti oldalán elterülő sztyeppén, a mai Jekatyerinburg és Cseljabinszk városok között elterülő Ujelgi-tó közelében 2009-ben fedezték fel és a 2010-es években magyar–orosz régészeti expedíciók sora végzett kutatásokat a területen. A kutatások eredményei döntő hatással voltak a magyar őstörténet 9–11. századi szakaszának és a magyar nép kialakulása időszakának vizsgálatára. Nagyrészt az itt végzett régészeti kutatások alapján magyar kutatók csoportja megállapította, hogy a magyarokhoz köthető legkorábbi ismert szállásterület, vagyis az „őshaza” nyelvészeti és régészeti érvek alapján egyaránt az Urálon túl, Délnyugat-Szibéria nyugati zónájában körvonalazható, a Tobol–Irtis–Isim folyók vidékén.

## A régészeti lelőhely
Az Ujelgi-tó közelében tárták fel a 9–11. századi temetőt. A temetőben három temetkezési horizont található, amelyek a 9., 9–10. és a 10–11. századoknak felelnek meg. A három réteg mintái között genetikai folytonosság van. A filogenetikai és populációgenetikai analízis az Urál két oldalához és a Kárpát-medencéhez, azaz a modern hanti, manysi, a honfoglaló magyar mintákhoz, valamint a Volga–Urál vidékének baskírjaihoz és tatárjaihoz fűződő genetikai kapcsolatokat tárt fel.
A lelőhely 2009-ben került a magyar tudósok látókörébe, amikor fémkeresővel dolgozó amatőrök jelentős mennyiségű 10. századi fémleletet vittek innen a cseljabinszki múzeumba. Ott Szergej G. Botalov régész felismerte azok „magyargyanús” jellegét, és értesítette magyar kollégáit. Az első orosz–magyar expedícióra a térségben 2013-ban került sor az MTA BTK Magyar Őstörténeti Témacsoport és a PPKE BTK Régészeti Tanszék közreműködésével. Ezt hat további kutatóút követte. A magyar kutatók között vezető szerepet vitt Türk Attila régész.
Az Ujelgi környéki leletek elsősorban öv- és lószerszámveretek voltak, amik a fémkeresők által megbolygatott, de pontos koordinátákkal jelzett sírokból kerültek elő. Tíz év telt el, amíg a régészek végre bolygatatlan, teljes sírokat találtak, amiket a legmodernebb módszerekkel dolgozhattak fel. Az eredmények egyértelműen a honfoglalás kori magyar leletek keleti párhuzamára utalnak.
Türk Attila értékelése szerint a leletek egy olyan közösséghez tartoztak, amely a magyarok egy részének 830 körül történet elvándorlása után helyben maradt, sőt a 10. századra még keletebbre is húzódhatott. A keleti magyarok valószínűleg nem egyetlen kompakt közösségben éltek. Julianus barát az ő egyik töredékükkel találkozhatott.
A kutatások 2024-es állásáról Türk Attila elmondta: egyre részletesebb, bizonyosabb eredményeket tudnak felmutatni a szakemberek. Ezek szerint a magyar őshazát, azaz a korai magyarság kialakulásának helyszínét Ujelgitől keletre, a Tobol, Isim és Irtis folyók vidékén lehet feltételezni.
A Kárpát-medencében feltárt honfoglalás kori csontvázak és az Ujelgiből származó leletek között helyenként ötödfokú rokoni kapcsolatokat is ki lehetett mutatni. Ez a „rövid vándorlási elméletet” látszik igazolni, miszerint a honfoglalók legfeljebb 120 év alatt érhettek az Urál keleti oldalától a Kárpát-medencébe. Arra is bizonyítékokat találtak, hogy a két terület között sokáig fennmaradt még a kontaktus. Ujelgi környékén további temetkezéseket is találtak, amik arra utalnak, hogy a helyben maradt népesség jelentős számú lehetett, egyes kutatói vélemények szerint akár nagyobb is annál, ami elindult nyugatra. Orosz kutatókban még az a gondolat is felmerült, hogy a 10. század során visszaköltözés is történhetett keletre.
A rövid vándorlási elmélet szerint az ősmagyarok az Urál keleti oldalától először a Volga középső vidékére, a mai Szamara környékére vonultak, ez volt Levédia, majd a Dnyeper és a Dnyeszter vidékére, ami Etelközzel azonosítható. A régészeti kutatás gyors fejlődésére jellemző, hogy az 1990-es években mindössze három-négy magyar lelőhelyet tudtak azonosítani Etelközben, 2024-re pedig már 50 lelőhely 150 sírját tárták fel a térségben.

## Fordítás
- Ez a szócikk részben vagy egészben  a(z)   Уелги című orosz Wikipédia-szócikk ezen változatának fordításán alapul.  Az eredeti cikk szerkesztőit annak laptörténete sorolja fel. Ez a jelzés csupán a megfogalmazás eredetét és a szerzői jogokat jelzi, nem szolgál a cikkben szereplő információk forrásmegjelöléseként.